# Сельское поселение Байтуган
Сельское поселение Байтуган — муниципальное образование в составе Камышлинского района Самарской области.
Административный центр — село Русский Байтуган.

## Административное деление
В состав сельского поселения входят:
- село Русский Байтуган,
- село Татарский Байтуган,
- село Чувашский Байтуган,
- посёлок Красный Яр.